# A-Data
ADATA Technology (în chineză tradițională: 威刚 科技 股份有限公司) sau pur și simplu ADATA, este o companie taiwaneză care produce periferice pentru computere. Este specializat în memorie pentru computer și memorie flash.